# Isaiah Hartenstein
Isaiah Hartenstein, né le 5 mai 1998 à Eugene en Oregon, est un joueur germano-américain de basket-ball évoluant au poste de pivot. Il joue actuellement au sein de la National Basketball Association sous le maillot du Thunder d'Oklahoma City.

## Carrière

### En Europe
Au cours de la saison 2013-2014, Hartenstein mène l’équipe junior des Artland Dragons à une victoire dans le championnat allemand des moins de 16 ans, tout en étant nommé meilleur joueur. Il obtient en moyenne 20,9 points, 12,1 rebonds, 3,4 passes décisives, 2,9 interceptions et 1,9 contre sur la saison.
Hartenstein est sélectionné pour jouer au Jordan Brand Classic International Game 2014 : il termine le match avec 4 points et 5 rebonds en 18 minutes.
Le 1er février 2015, Hartenstein fait ses débuts en Bundesliga, avec 1 minute et 12 secondes de jeu contre Eisbären Bremerhaven.
En août 2015, Hartenstein signe un accord avec l'équipe lituanienne du Žalgiris Kaunas, mais il reste avec les Artland Dragons en prêt. Les Dragons sont relégués en troisième division allemande. Hartenstein joue 14 matchs pour l'équipe basée à Quakenbrück pendant la saison 2015-2016, réalisant des moyennes de 11,6 points, 8,9 rebonds, 2,1 contres, 1,6 interception et 1,4 passe décisive.
En janvier 2016, il quitte le club allemand pour rejoindre le Žalgiris Kaunas. Hartenstein aide l’équipe des moins de 18 ans du Žalgiris Kaunas à remporter le tournoi de qualification pour le tournoi Euroleague Basketball Next Generation et est sélectionné meilleur joueur de la compétition. Hartenstein fait ses débuts pour le Žalgiris dans la ligue lituanienne, la LKL, le 28 septembre 2016 contre Šiauliai et en Euroligue contre Fenerbahçe le 26 octobre. Plus tard dans la saison, il aide Žalgiris à remporter leur toute première coupe nationale.

### NBA
Le 7 avril 2017, il marque 10 points et prend 3 rebonds en 19 minutes de jeu au Nike Hoop Summit.
Hartenstein se présente à la draft 2017 de la NBA le 22 avril 2017. Il est sélectionné par les Rockets de Houston avec le 43e choix et joue par la suite avec l’équipe dans la NBA Summer League 2017.

#### Vipers de Rio Grande Valley (2017-2020)
Pendant la saison 2017-2018, Hartenstein apparait dans 38 matchs de la NBA G League, avec des moyenne 9,5 points et 6,6 rebonds pour les Vipers de Rio Grande Valley. Le 7 février 2019, Hartenstein enregistre son premier triple-double en carrière après avoir inscrit 12 points, pris 16 rebonds et fait 11 passes décisives dans une victoire 103-102 contre les Stars de Salt Lake City. Au cours de la saison 2018-2019, Hartenstein marque 33 points et inscrit 8 paniers à trois points en finale, remportant le titre de la NBA G League avec les Vipers de Rio Grande Valley. Il remporte le trophée du meilleur joueur de la finale.

#### Rockets de Houston (2018-2020)
Le 25 juillet 2018, les Rockets de Houston signent Hartenstein. Après avoir été envoyé aux Vipers de Rio Grande Valley, il est suspendu un match pour avoir quitté le banc lors d’une altercation dans une défaite 132-109 contre les Hustle de Memphis le 17 décembre 2019. Le 23 juin 2020, les Rockets de Houston annoncent qu’ils renoncent à Hartenstein.

#### Nuggets de Denver (2020-2021)
Le 22 novembre 2020, il signe un contrat de deux saisons avec les Nuggets de Denver.

#### Cavaliers de Cleveland (2021)
Le 25 mars 2021, il est envoyé aux Cavaliers de Cleveland avec deux choix de draft contre JaVale McGee.

#### Clippers de Los Angeles (2021-2022)
Le 15 septembre 2021, il signe un contrat en faveur des Clippers de Los Angeles.

#### Knicks de New York (2022-2024)
Agent libre à l'été 2022, il signe un contrat de deux saisons et 16 millions de dollars avec les Knicks de New York.

#### Thunder d'Oklahoma City (depuis 2024)
En juillet 2024, agent libre, il rejoint le Thunder d'Oklahoma City pour trois ans et 87 millions de dollars.

### Équipe nationale
Hartenstein représente l’Allemagne au Championnat d’Europe des moins de 16 ans en 2014 et au Championnat d'Europe des moins de 18 ans en 2015. Il contribue également à porter l’Allemagne à la quatrième place au Championnat d’Europe des moins de 18 ans en 2016, avec des moyennes de 14,7 points par match, 9,5 rebonds, 1,7 contre et 1,7 interception, ce qui lui vaut une place dans le meilleur cinq du tournoi.
En août 2017, il fait ses débuts avec l’équipe nationale masculine allemande et participe à l’EuroBasket 2017, avec des moyennes de 4,3 points et 2,5 rebonds par match.

## Palmarès

### G League
- Champion de la NBA Gatorade League : 2019.
- Meilleur joueur des finales de la NBA Gatorade League : 2019.

### NBA
- Champion NBA en 2025 avec le Thunder d'Oklahoma City.

## Statistiques

### Europe
| Saison    | Équipe          | Matchs | Titul. | Min./m | % Tir | % 3pts | % LF | Rbds/m. | Pass/m. | Int/m. | Ctr/m. | Pts/m. |
| --------- | --------------- | ------ | ------ | ------ | ----- | ------ | ---- | ------- | ------- | ------ | ------ | ------ |
| 2015-2016 | Artland Dragons | 14     | -      | 24,0   | 47,9  | 42,5   | 54,3 | 8,90    | 1,40    | 1,60   | 2,10   | 11,60  |
| 2016-2017 | Žalgiris Kaunas | 29     | -      | 12,2   | 49,0  | 28,6   | 70,5 | 3,50    | 0,70    | 0,90   | 0,60   | 4,70   |
| Carrière  | Carrière        | 43     | -      | 18,1   | 48,5  | 35,6   | 62,4 | 6,20    | 1,10    | 1,30   | 1,40   | 8,20   |

### Saison régulière NBA
| Saison    | Équipe        | Matchs | Titul. | Min./m | % Tir | % 3pts | % LF | Rbds/m. | Pass/m. | Int/m. | Ctr/m. | Pts/m. |
| --------- | ------------- | ------ | ------ | ------ | ----- | ------ | ---- | ------- | ------- | ------ | ------ | ------ |
| 2018-2019 | Houston       | 28     | 0      | 7,9    | 48,8  | 33,3   | 78,6 | 1,70    | 0,50    | 0,30   | 0,40   | 1,90   |
| 2019-2020 | Houston       | 23     | 2      | 11,6   | 65,7  | 0,0    | 67,9 | 3,90    | 0,80    | 0,40   | 0,50   | 4,70   |
| 2020-2021 | Denver        | 30     | 0      | 9,1    | 51,3  | –      | 61,1 | 2,80    | 0,50    | 0,40   | 0,70   | 3,50   |
| 2020-2021 | Cleveland     | 16     | 2      | 17,9   | 58,2  | 33,3   | 68,6 | 6,00    | 2,50    | 0,50   | 1,20   | 8,30   |
| 2021-2022 | L.A. Clippers | 68     | 0      | 17,9   | 62,6  | 46,7   | 68,9 | 4,90    | 2,40    | 0,70   | 1,10   | 8,30   |
| Carrière  | Carrière      | 165    | 4      | 13,7   | 60,0  | 38,3   | 68,2 | 3,90    | 1,50    | 0,50   | 0,80   | 5,80   |

### Playoffs NBA
| Saison   | Équipe   | Matchs | Titul. | Min./m | % Tir | % 3pts | % LF | Rbds/m. | Pass/m. | Int/m. | Ctr/m. | Pts/m. |
| -------- | -------- | ------ | ------ | ------ | ----- | ------ | ---- | ------- | ------- | ------ | ------ | ------ |
| 2019     | Houston  | 2      | 0      | 1,0    | 100,0 | –      | –    | 0,50    | 0,00    | 0,00   | 0,00   | 2,00   |
| Carrière | Carrière | 2      | 0      | 1,0    | 100,0 | –      | –    | 0,50    | 0,00    | 0,00   | 0,00   | 2,00   |